# Карликові нові

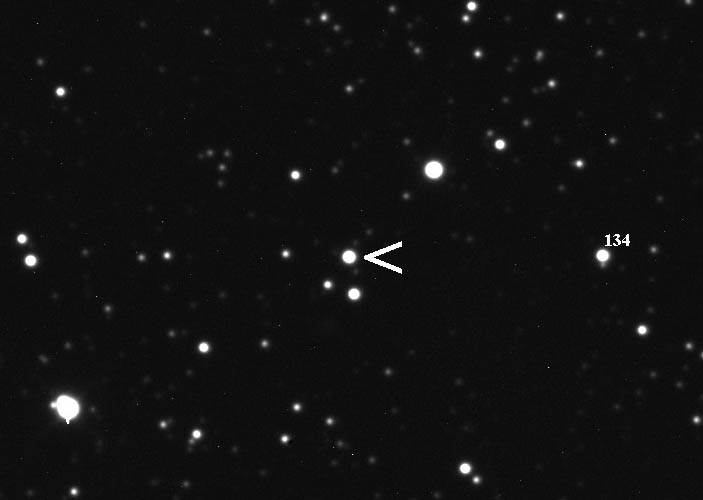
Карликова нова HT Кассіопеї під час спалаху (видима зоряна величина ~ 13.4^{m}) 12 листопада 2010 року

Карликові нові або зорі типу U Близнят (U Gem, UG) — один з класів катаклізмічних змінних зір — тісна подвійна система, в якій один з компонентів — білий карлик, на який акреціює речовина з супутника. Вони подібні до класичних нових зір тим, що білий карлик бере участь у періодичних спалахах, але механізми спалахів різні: у класичних нових зір спалах — результат термоядерної реакції й детонації акреційованого водню, тоді як сучасна теорія припускає, що спалах карликової нової — результат нестабільності акреційного диску, коли газ у ньому досягає критичної температури, що призводить до зміни в'язкості й частина речовини випадає на білий карлик, у результаті чого вивільняється велика кількість енергії.

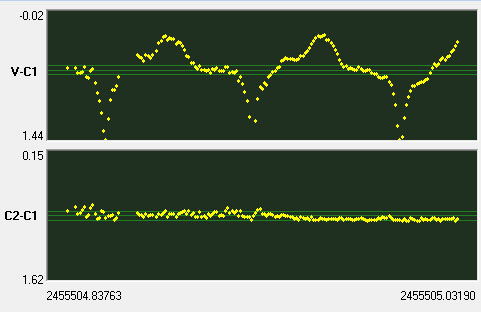
Крива блиску прихованою карликової нової HT Кассіопеї під час спалаху 4 листопада 2010: чітко видно спади під час затемнення «гарячої плями» й підйоми під дією акреційного диска

Карликові нові є тісними подвійними системами, що складаються з карлика або субгіганта спектрального класу К-М, а також білого карлика, оточеного акреційним диском. Орбітальний період системи лежить у діапазоні від 0,05 до 0,5 днів. Зазвичай спостерігаються лише невеликі, в деяких випадках — швидкі — коливання світності, але час від часу яскравість системи швидко зростає на кілька порядків, після чого повертається до початкового стану за час від декількох днів до місяця й більше. Інтервали між двома послідовними спалахами зір цього типу можуть значно відрізнятися, але кожна зоря характеризується деяким середнім значенням цих інтервалів. Це означає, що цикл відповідає певній середній амплітуді зміни яскравості. Також існує залежність — чим довший цикл, тим більша амплітуда. Ці системи часто є джерелами рентгенівського випромінювання. Спектр системи в мінімумі світності — неперервний, з широкими лініями випромінювання водню та гелію. При максимальній світності ці лінії майже зникають або стають слабкими лініями поглинання. Деякі з цих систем затемнювані, можливо, їх головний мінімум обумовлений затемненням «гарячої плями», яка виникає, коли речовина з акреційного диска випадає на поверхню білого карлика.
Відповідно до характеристик зміни світності, карликові нові поділяють на три підтипи:
- Зорі типу SS Лебедя (SS Cygni, UGSS), для яких характерне збільшення яскравості на 2-6m (зоряних величин) упродовж 1-2 днів, і повернення до початкової яскравості впродовж кількох наступних днів. Їх цикл змінності лежить у межах від 10 до кількох тисяч днів;
- Зорі типу SU Великої Ведмедиці (SU Ursae Majoris, UGSU), які є найяскравішими серед цих трьох типів і, на додаток до звичайних спалахів, мають довші «надспалахи». Їх нормальні (короткі) спалахи аналогічні до зір типу SS Лебедя, а «надмаксимуми» яскравіші на 2m і тривають значно довше (уп'ятеро або й більше), але бувають вони в кілька разів рідше. У «надмаксимумі» яскравості на криві блиску накладаються періодичні «надгорби», періоди яких близькі до орбітальних, а зміни амплітуди становлять близько 0,2-0,3m. Їх орбітальні періоди коротші від 0,1 дня; вони мають супутника спектрального класу M. Зорі типу SU Великої Ведмедиці можна поділити на зорі типу ER Великої Ведмедиці й зорі типу WZ Стріли[6].
- Зорі типу Z Жирафи (Z Camelopardalis, UGZ) також показують циклічні спалахи, але іноді після спалаху вони не повертаються до початкової яскравості, а протягом декількох циклів зберігають світність між максимальною й мінімальною. Їх період змінності — від 10 до 40 днів, тоді як амплітуди зміни блиску — від 2m до 5m.

Карликові нові відрізняються від класичних нових зір і за іншими показниками. Їх світність менша й їх періоди зміни блиску, як правило, змінюються в масштабах від декількох днів до десятиріч. Світність спалаху збільшується на кожному інтервалі повторюваності, також збільшується їх орбітальний період, оскільки під час акреції лише частина речовини випадає на білий карлик, а інша частина викидається в космос, виносячи орбітальний момент. Дослідження за допомогою космічного телескопа Хаббл показали, що ці залежності можуть зробити карликові нові корисними стандартними свічками для вимірювання космічних відстаней.